# أفغان عرب

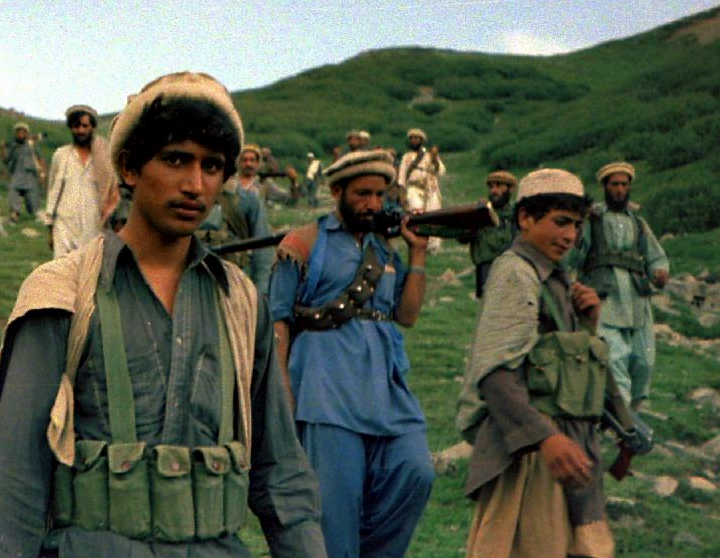

الأفغان العرب هم المقاتلين العرب الذين جاؤوا إلى أفغانستان لمقاومة الغزو السوفييتي ويعتبر أسامة بن لادن وعبد الله عزام و سامر السويلم المُلقب بـ خطَّاب، من أشهرهم.

## الدعم العربي

### مكاتب خدمات المجاهدين

#### بيشاور
بعد دخوله الأراضي الأفغانية، أسس عبد الله عزام المُلقب بـ «أول الأفغان العرب» مكتب خدمات المجاهدين الذي كان يتولى استقبال المقاتلين القادمين من البلدان العربية الإسلامية للمشاركة في مقاومة الغزو السوفييتي لأفغانستان. من خلال توجيههم إلى معسكرات التدريب على الأسلحة وتنظيم اندماجهم مع الجماعات الجهادية.

#### الأردن
في الأردن، كانوا يمثلون بشكل غير رسمي بمكتب المجاهدين الأفغان الذي كان يديره عبد المجيد إبراهيم المجالي في الثمانينيات، وهو الرجل الذي جند الزرقاوي وأدخله التنظيمات الجهادية سنة 1989.

### السعودية
«رأت السعودية أن الاتحاد السوفياتي يخطط لتطويق أراضيها عبر قوس يمتد من اليمن الجنوبي في جنوب الجزيرة العربية والحبشة بدعم الحكومة العسكرية اليسارية في الصراع على إقليم أوغادين ومحاربة المقاتلين في إريتريا، فقامت بدور كبير في إرسال الراغبين في القتال بأفغانستان من مواطنيها وغيرهم بتوفير تذاكر سفر وخطوط الطيران الدائم إلى بيشاور وإسلام آباد، كما دفعت هيئات الإغاثة السعودية إلى العمل في بيشاور وأفغانستان لصالح العرب والأفغان.»

## انتهاء الحرب
أعرب مراقبون وصحفيون غطوا الحرب عن شكوكهم بتأثير مشاركة العرب الأفغان في القوة العسكرية، ولكن في العالم الإسلامي حصلوا على تقدير شعبي كبير لبطولتهم لارتباطهم بهزيمة القوة العظمى الشيوعية المتمثلة آنذاك في الاتحاد السوفييتي. عاد العديد منهم إلى بلادهم وقامت حكوماتهم بالزج بهم بالسجون بعد أن كانت قد أعطتهم الضوء الأخضر للمشاركة في هذه الحرب، هذه السياسة جعلتهم يعادون تلك الدول التي تخلت عنهم لمصالحها الخارجية الخاصة.